# Barbella flagellifera
Barbella flagellifera là một loài Rêu trong họ Meteoriaceae. Loài này được (Cardot) Nog. miêu tả khoa học đầu tiên năm 1938.